# Caryophylliidae
Famille
Les Caryophyllidae forment une famille de scléractiniaires (coraux durs).

## Liste des genres
Selon World Register of Marine Species (25 septembre 2014) :
- genre Anomocora Studer, 1877
- genre Asterosmilia Duncan, 1867 †
- genre Aulocyathus Marenzeller, 1904
- genre Bathycyathus Milne Edwards & Haime, 1848
- genre Bourneotrochus Wells, 1984
- genre Brachytrochus Reuss, 1864 †
- genre Caryophyllia Lamarck, 1801
- genre Ceratotrochus Milne-Edwards & Haime, 1848
- genre Coenocyathus Milne-Edwards & Haime, 1848
- genre Coenosmilia Pourtalès, 1874
- genre Colangia Pourtalès, 1871
- genre Concentrotheca Cairns, 1979
- genre Confluphyllia Cairns & Zibrowius, 1997
- genre Conotrochus Seguenza, 1864
- genre Crispatotrochus Tenison-Woods, 1878
- genre Dasmosmilia Pourtalès, 1880
- genre Dendrosmilia Milne Edwards & Haime, 1848 †
- genre Desmophyllum Ehrenberg, 1834
- genre Discocyathus Milne Edwards & Haime, 1848 †
- genre Ericiocyathus Cairns & Zibrowius, 1997
- genre Goniocorella Yabe & Eguchi, 1932
- genre Heterocyathus Milne Edwards & Haime, 1848
- genre Hoplangia Gosse, 1860
- genre Labyrinthocyathus Cairns, 1979
- genre Leptocyathus Milne Edwards & Haime, 1850 †
- genre Lochmaeotrochus Alcock, 1902
- genre Lophelia Milne-Edwards & Haime, 1849
- genre Lophosmilia †
- genre Monohedotrochus Kitahara & Cairns, 2005
- genre Nomlandia Durham & Barnrad, 1952
- genre Oxysmilia Duchassaing, 1870
- genre Paraconotrochus Cairns & Parker, 1992
- genre Paracyathus Milne Edwards & Haime, 1848
- genre Parasmilia Milne-Edwards & Haime, 1848
- genre Phacelocyathus Cairns, 1979
- genre Phyllangia Milne Edwards & Haime, 1848
- genre Polycyathus Duncan, 1876
- genre Pourtalosmilia Duncan, 1884
- genre Premocyathus Yabe & Eguchi, 1942
- genre Rhizosmilia Cairns, 1978
- genre Solenosmilia Duncan, 1873
- genre Stephanocyathus Seguenza, 1864
- genre Sympodangia Cairns & Zibrowius, 1997
- genre Tethocyathus Kuehn, 1933
- genre Thalamophyllia Duchassaing, 1870
- genre Thecocyathus Milne Edwarsd & Haime, 1848 †
- genre Trochocyathus Milne Edwards & Haime, 1848
- genre Trochosmilia Milne Edwards & Haime, 1848 †
- genre Vaughanella Gravier, 1915

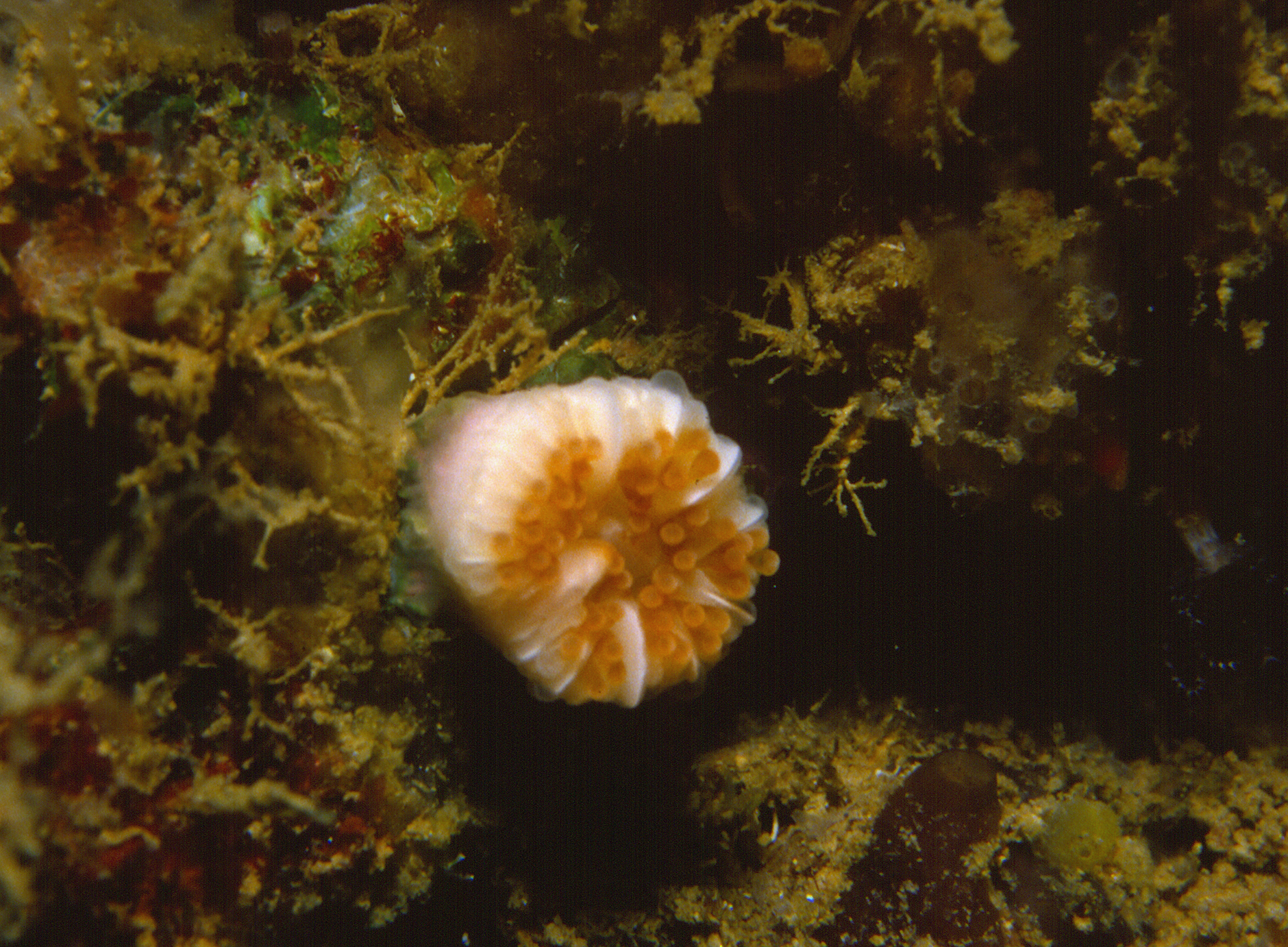
Caryophyllia smithii
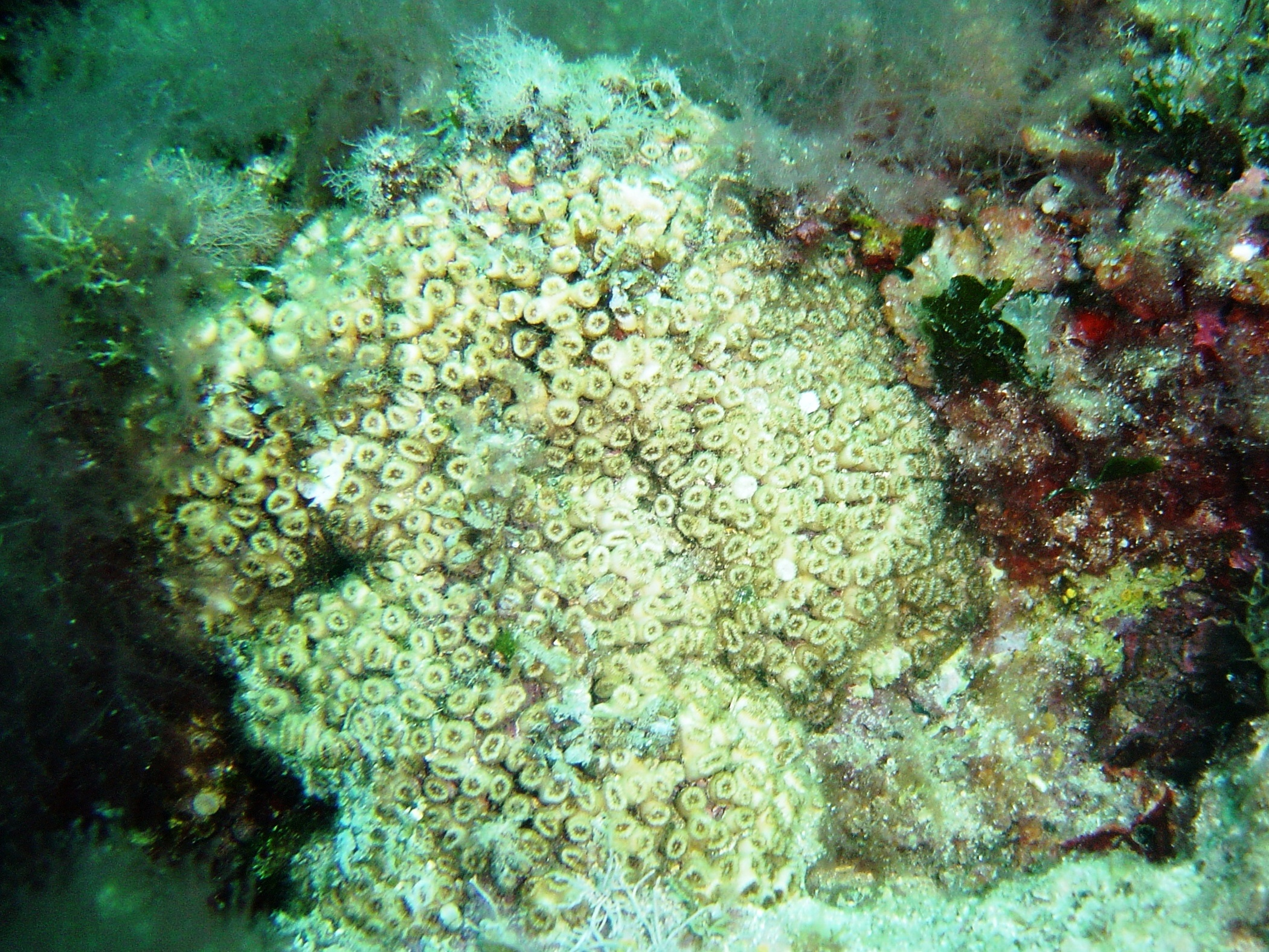
Cladocora caespitosa
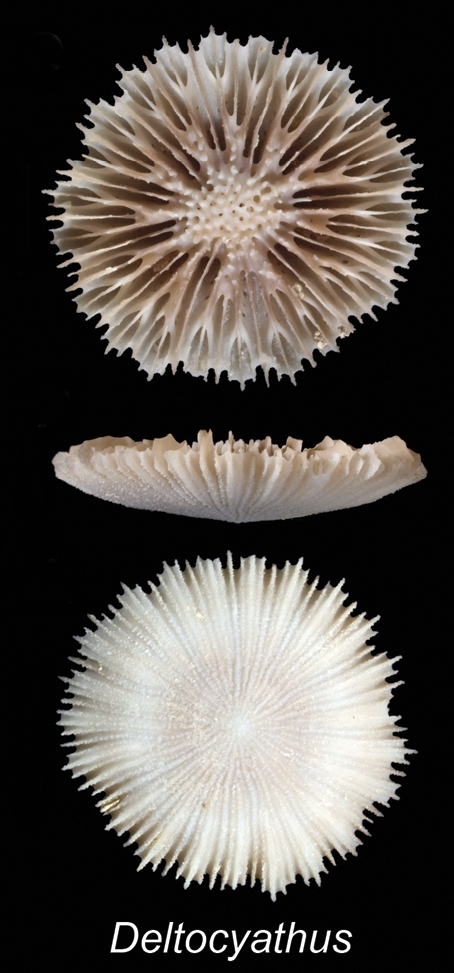
Deltocyathus rotulus
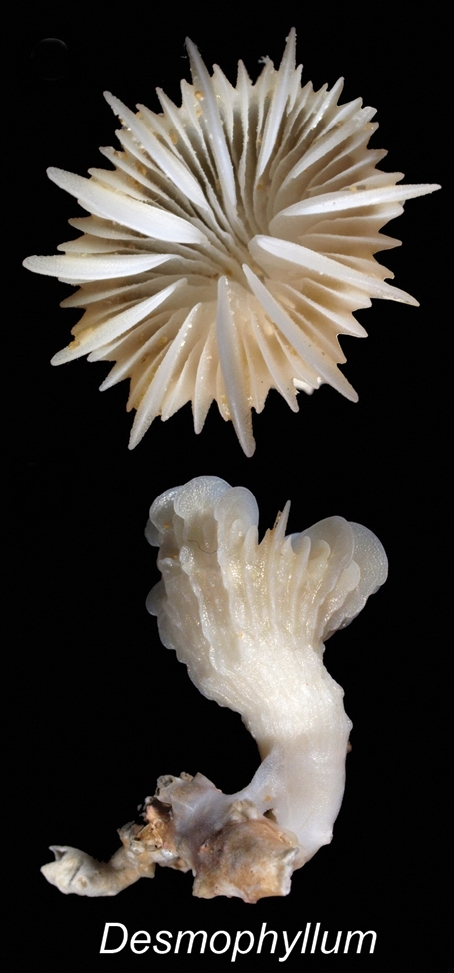
Desmophyllum dianthus
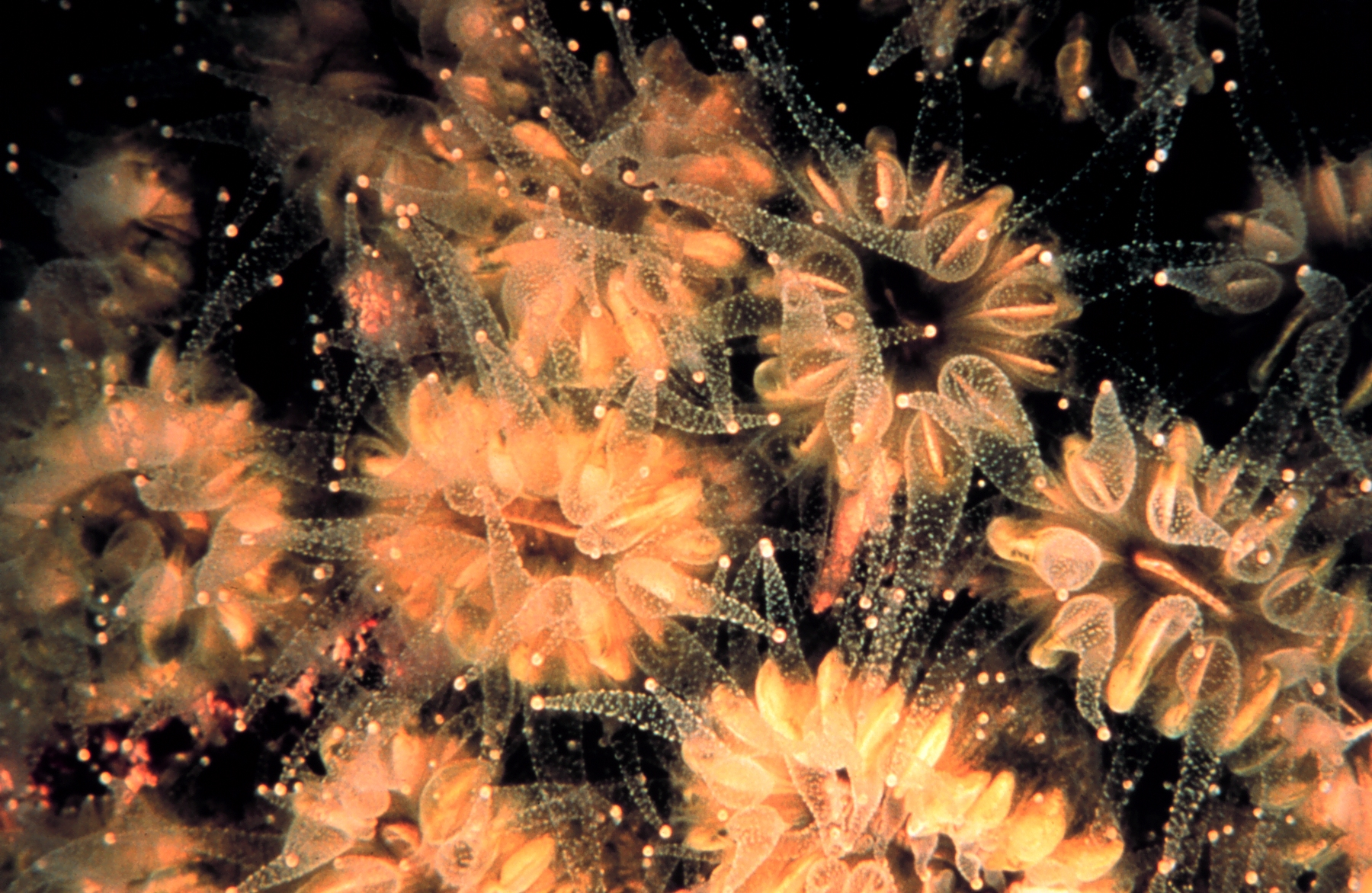
Eusmilia fastigiata
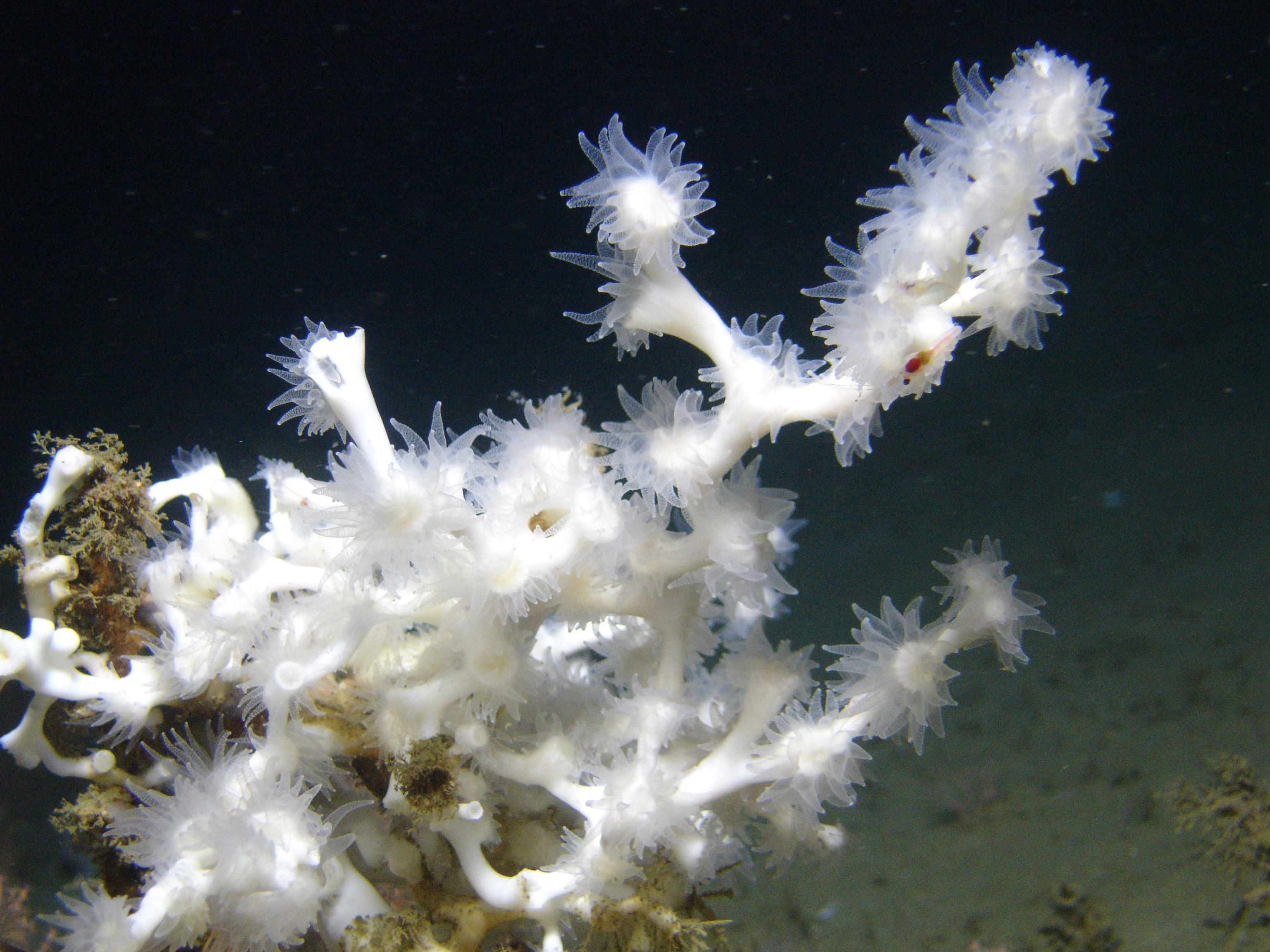
Lophelia pertusa
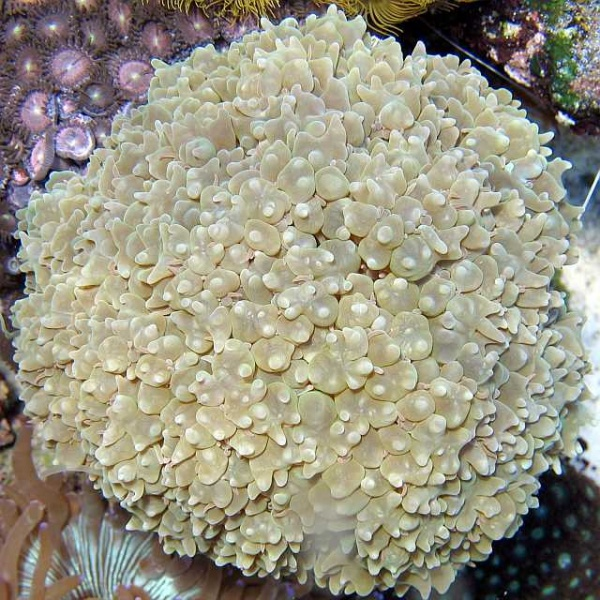
Physogyra lichtensteini